# Prykarpattia

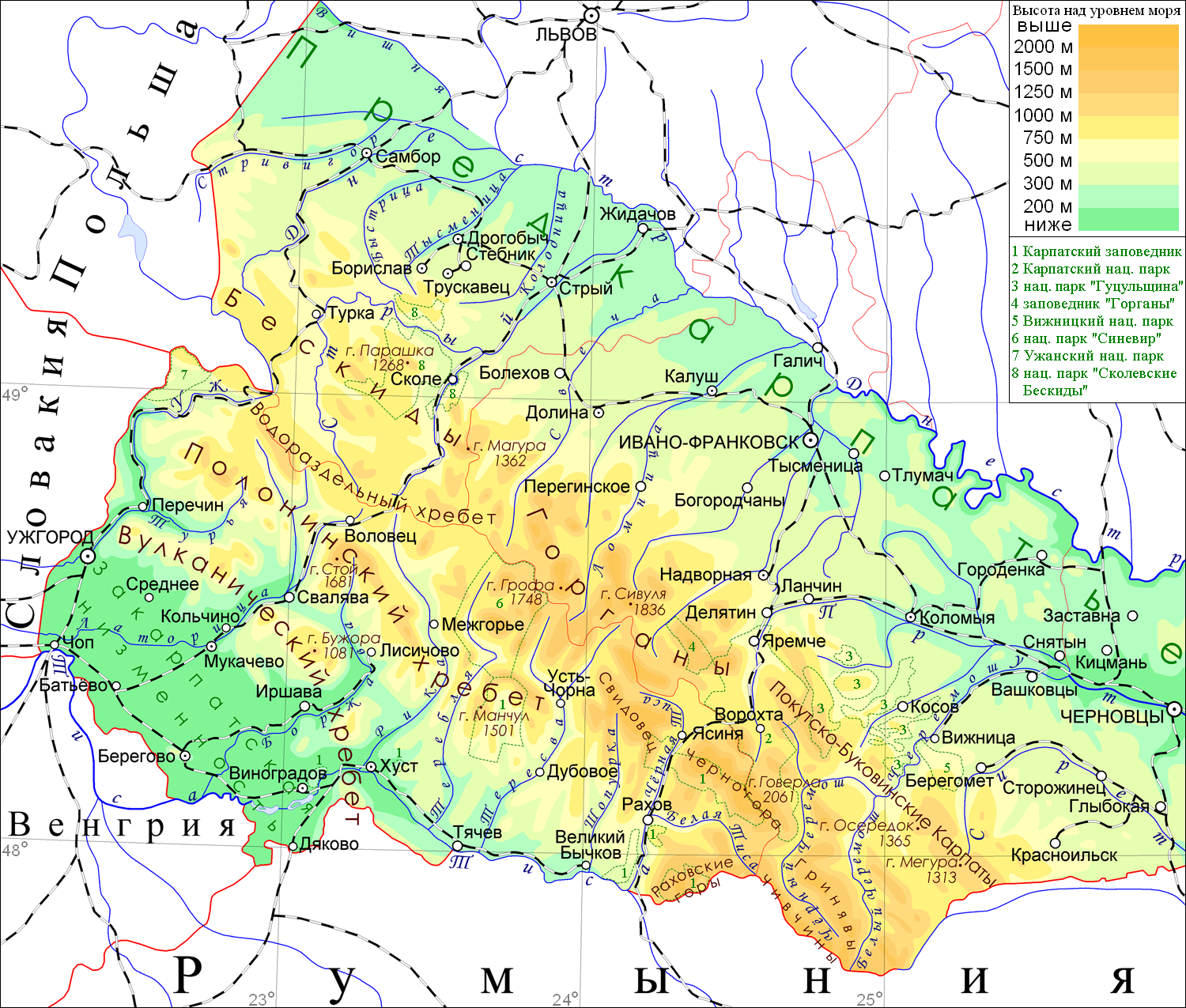
Cárpatos ucranianos, dividiendo Prykarpattia (en el lado noreste) de Zakarpattia (en el lado suroeste)

Prykarpattia (ucraniano: Прикарпаття, romanizado: Prykarpattya) es un término ucraniano para designar a Ciscarpatia, una región geográfica física de las estribaciones de los Cárpatos del noreste.
Situada al pie de los Cárpatos orientales (Subcarpacia exterior), formada por los actuales óblast de Ivano-Frankivsk (predominantemente) y Lviv (parcialmente), forma parte de la región histórica más amplia de Galitzia (Haliczyna), que antes del siglo XIV formaba parte del Reino de Galitzia-Volinia. Junto con las regiones de Lviv, Chernivtsi y Zakarpattia, Prykarpattia forma parte de la Eurorregión de los Cárpatos.

## Historia
Inicialmente una parte de Rus de Kiev y uno de sus estados sucesores, principado de Galicia-Volynia, el área fue ocupada por el Reino de Polonia .
Después de las particiones de Polonia de 1772, Prykarpatia cayó bajo la monarquía de los Habsburgo.
A raíz de la Primera Guerra Mundial y la caída de Austria-Hungría, se disputó entre Polonia y una República Popular de Ucrania Occidental de corta duración. Una vez concluida la guerra polaco-soviética, permaneció en Polonia.
Después de la invasión de 1939 y la partición de Polonia entre la Alemania nazi y la Unión Soviética, el área quedó unida a la República Socialista Soviética de Ucrania (que cayó bajo el control nazi después del inicio de la Operación Barbarroja y hasta 1944). Sigue siendo una parte de la Ucrania moderna, incorporada al oblast ucraniano occidental de Ivano-Frankivsk, que corresponde aproximadamente a la mitad sur del oblast.

## Geografía
La región de e utiliza hoy indistintamente con Prykarpattia. No hay fronteras oficiales establecidas entre ambas. Al referirse a Prykarpattia se entiende que es toda la región de Ivano-Frankivsk. En cuanto a Pocutia, se trata sólo de la parte oriental de la misma región. A veces, el sur de la provincia de Lviv se considera parte de Prykarpattia, como las ciudades de Stryi, Truskavets y Drohobych. El río Dnister es la principal vía fluvial de la región a la que fluyen una serie de otros ríos menores. Las otras ciudades importantes de la región, además de las mencionadas anteriormente, son Halych, Kalush, Ivano-Frankivsk y muchas otras. En la región viven culturas ucranianas como los Hutsules, los Lemkos y los Boikos, entre otras.

## Lugares de interés
| - Deltyatyn - Hody-Dobrovidka - Halych - Ivano-Frankivsk - Kolomyia (rumano: Colomeea) - Kalush - Kosmach - Dolyna | - Lanchyn - Pechenizhyn - Obertyn (rumano: Obertin) - Verkhovyna - Vorokhta - Yabluniv - Yaremche - Zabolotiv - Parque nacional natural de los Cárpatos |